# 張知本
張 知本（ちょう ちほん、繁体字: 張知本; 簡体字: 张知本; 拼音: Zhāng Zhībĕn; ウェード式: Chang Chih-pen）は、中華民国（台湾）の革命家・政治家・法学者・教育者。中国同盟会以来の革命派人士で、中国国民党では反共右派の立場をとり（ただし西山会議派と見なせるかは議論があり得る。本記事「事跡」－「反共右派へ」参照）、反蔣介石の政治家の1人でもあった。字は懐九。号は竜甲。別名は礼恭。父は清末の理学者・医師である張特章。

## 事跡

### 清末から第二革命まで
張知本は13歳で秀才となり、15歳で武昌両湖書院に入学した。このとき、黄興が同学となっている。17歳で優貢となり、朝考で二等を獲得した。その後、両湖書院に戻って1900年（光緒26年）に卒業し、官費で日本へ留学している。日本ではまず弘文学院（宏文学院）で日本語を学び、次いで和仏法律学校（後の法政大学）で法学を学んだ。1905年、東京で孫文（孫中山）と知り合い、さらに同年に成立した中国同盟会に加入している。同年に和仏法律学校法政大学を卒業して帰国し、湖北広済中学堂堂長、武昌官立法政学堂監督などを歴任した。その一方で、密かに同盟会湖北支部評議長も務めている。
1911年（光緒3年）10月、武昌起義（辛亥革命）が勃発し湖北軍政府が成立すると、張知本は政事部副部長に任ぜられ、まもなく司法部部長に昇進した。張は司法制度整備に迅速に取り組み、12月には宋教仁を補佐して「鄂州臨時約法」を起草している。1912年（民国元年）、南北和議により北京政府が成立するといったんは張も北京に向かったが、袁世凱を嫌って結局湖北に戻り、江漢大学校長となった。翌年2月、国民党党員として参議院議員に当選した。しかし同年7月、第二革命（二次革命）で革命派が敗北すると、江漢大学は革命派根拠地として閉鎖され、さらに張も革命派として学生を唆したと追及されたため、上海へ逃れている。1914年（民国3年）、湖北に戻り、私立中華大学教授となっている。

### 反共右派へ
1917年（民国6年）7月、孫文が広州で護法運動を開始すると、張知本もこれに参加するために広州に向かい、非常国会に参加した。その後、李書城が湖南省で組織した護法軍総司令部において張が秘書長を務めている。1918年（民国7年）5月、護法軍政府の改組（大元帥制から7総裁制への改組）と共に権限を削減された孫文が上海へ去ると、張もこれに随従した。1923年（民国12年）、上海法政大学で教鞭をとっている。
1924年（民国13年）1月、中国国民党第1回全国代表大会が広州で開催されると、張知本もこれに参加して中央執行委員候補に選出され、2月には大本営参議にも任ぜられている。しかし張自身は孫文が進める三大政策には反対しており、馮自由らの反共活動に与した。その後、国民党漢口執行部に移り、陝西・湖北・湖南の3省の党務を担当した。同年には湖北法科大学校長にもなっている。
1925年（民国14年）3月、孫文が死去すると、張知本は同年11月に北京で結成された反共右派の西山会議派の一員と目されるようになる。しかし実は張自身は、西山会議派の思想傾向こそ支持していたものの、西山会議派指導者の招聘にもかかわらず北京に赴かないなど同派の活動への参加に消極的であった。しかも、国民党主流派からの事情聴取に対しても、張は自身が西山会議派の一員であることを否定している。それでも国民党主流派からは張は西山会議派の主要構成員と見なされ、結局、翌年1月の国民党第2回全国代表大会において西山会議派の林森・居正らと共に除籍処分を受けている。

### 蔣介石との対立
1927年（民国16年）春、上海法政大学の再開に伴い、張知本は同大学の董事兼校長となった。蔣介石が権力を掌握し、武漢国民政府が合流した後の9月、張は政界に復帰し、湖北清党委員会主任委員に任ぜられる。この時から、胡宗鐸・陶鈞ら新広西派（新桂系）の指揮官と交流を深めていく。10月、武漢に成立した湘鄂臨時政務委員会（主任：程潜）において張は委員兼民政処長となった。さらに湖北省党務指導委員会では組織部長となり、省党部に改組されると訓練部長になっている。11月、張は新広西派（新桂系）の支持を得て湖北省政府主席に就任した（正式就任は翌年1月）。
1928年（民国17年）5月、国民党武漢政治分会（主任：李宗仁）が成立すると、張は同分会委員となり、1929年（民国18年）初めには張が代理主席を務めている。しかし、蔣桂戦争が勃発すると、張もこれに巻き込まれる形で新広西派の一員と目されてしまった。新広西派敗北と共に張は下野に追い込まれ、再び国民党党籍剥奪処分を受けている。この事件以後、張知本は本格的に蔣介石への反感を抱くようになった。下野していた間、張は法学者として上海で著作に専念し、『憲法論』・『社会法律学』・『憲政要論』等の著作や翻訳を刊行した。これにより、張は王寵恵・董康・江庸と共に当時の四大法学者と目されている。
張知本は反蔣介石活動にも積極的に参加し、1930年（民国19年）には反蔣の北平拡大会議に出席している。翌1931年（民国20年）2月に胡漢民が蔣により軟禁され広州で反蔣の国民政府が組織されると、張はこれにも参加した。満州事変（九・一八事変）勃発と共に各派大同団結の動きが出ると張はそのための交渉に参画し、各派和解の後の第4回全国代表大会で中央執行委員候補に選出されている。
翌1932年（民国21年）、張知本は国民政府民衆訓練委員会主任委員に就任したものの、まもなく蔣と民衆訓練の手法をめぐって対立、辞任した。1933年（民国22年）1月、孫科が立法院長になると、同院憲法草案委員会委員長を兼ねた孫から張は副委員長に任ぜられ、中華民国憲法の起草を主導し、同年8月には憲法草案を完成させた。しかし蔣の権限を抑制しようとする張の草案は、蔣の横槍で採択に至らず、蔣の意を受けたもう1人の副委員長呉経熊の草案が1934年（民国23年）10月に採択されてしまう。これには孫や張は激しい不満を抱いた。

### 日中戦争以降、晩年
1935年（民国24年）11月、張知本は国民党第5期中央委員候補に選出された。翌年、北平朝陽大学校長に招聘され、1937年（民国26年）3月には司法院秘書長を兼ねたが、主に前者の任務に集中した。日中戦争（抗日戦争）勃発後、張は朝陽大学を避難させ、長沙・成都・重慶への移転事業を進めている。張の学院運営は自由かつ開明的であったが、そのために国民政府教育部長陳立夫からは「共産党の巣」と見なされて監視・統制の対象とされてしまう（重慶への移転はその一環であった）。1942年（民国31年）、張は初代行政法院院長に任ぜられ、1945年（民国34年）5月には国民党第6期中央監察委員に選出された。
戦後、張知本は蘇浙皖敵偽産接収清査団団長に任ぜられる。1946年（民国35年）、制憲国民大会代表に選出され、翌1947年（民国36年）には行憲国民大会代表に再選された。また、国務会議法制審査委員会委員にもなっている。1949年（民国38年）1月、蔣介石が一時下野に追い込まれ、副総統李宗仁が総統代理になると、張は再び行政法院院長に起用された。

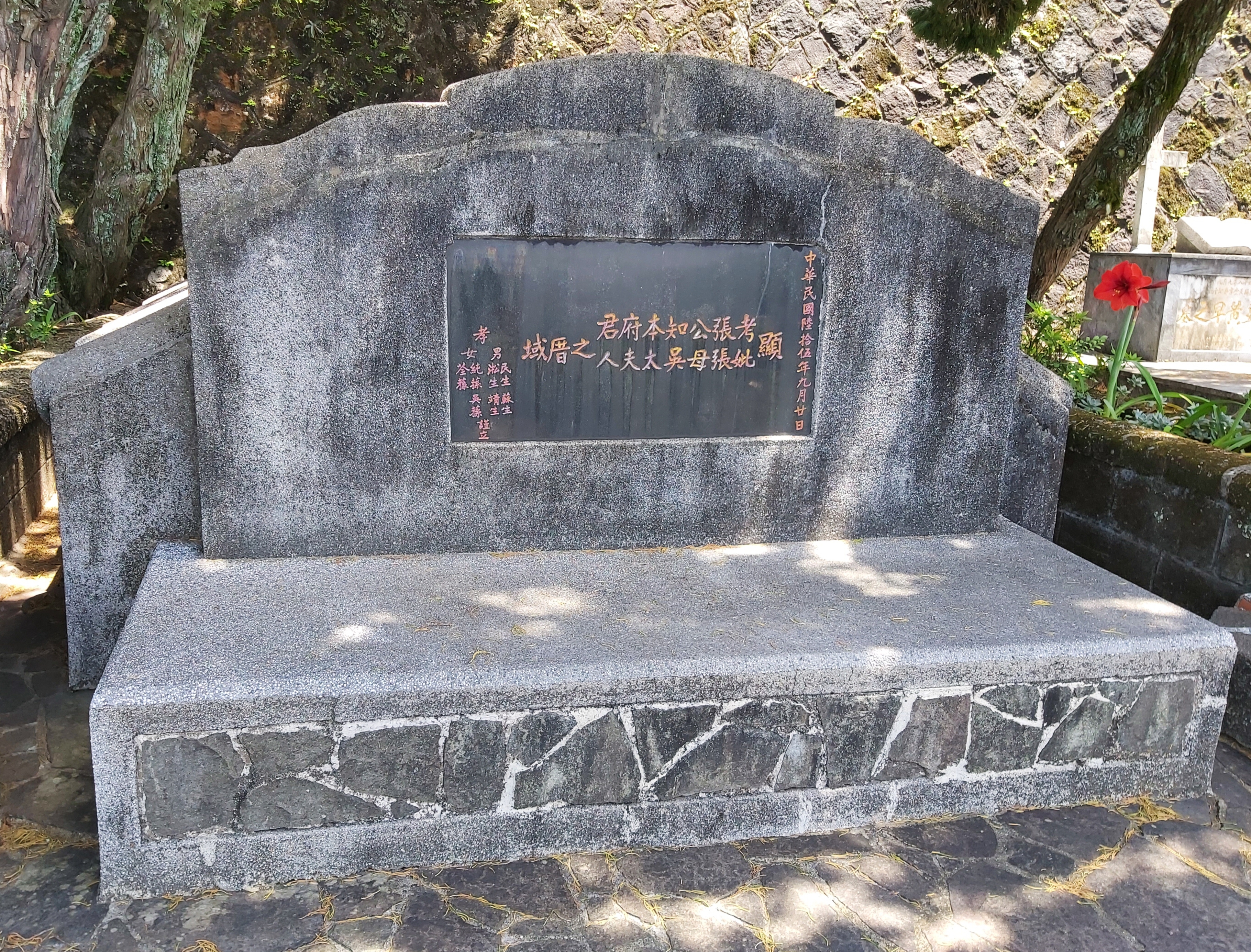
張知本墓

国共内戦で国民党の敗北が決定的になると、張知本は台湾に逃れた。台湾では総統府国策顧問や同府資政に任ぜられる。その後も、光復大陸設計研究委員会副主任委員や国民党中央評議委員、国民大会憲政研討委員会常務委員等を歴任した。法学者としては、中国憲法学会や中国刑法学会で理事長を務め、後に中華学術院名誉法学博士号を授与されている。
1976年（民国65年）8月15日、台北市にて病没。享年96（満95歳）。

## 注
1. ↑  汪洪「張知本」174頁による。劉寿林ほか編『民国職官年表』741頁によると1927年12月19日就任。